# Dionizy II (syryjsko-prawosławny patriarcha Antiochii)
Dionizy II (ur. ?, zm. 909) – w latach 896–909 57. syryjsko-prawosławny Patriarcha Antiochii. 